# On the Radio: Greatest Hits Volumes I & II
On the Radio: Greatest Hits Volumes I & II es un álbum recopilatorio de la cantante estadounidense Donna Summer. Editado originalmente en formato doble, fue publicado el 15 de octubre de 1979, por la compañía discográfica Casablanca Records. Se convirtió en el tercer disco consecutivo de la artista que alcanzó el primer lugar en la lista Billboard 200 de los discos más vendidos en Estados Unidos.
Durante los primeros años de carrera de Summer, su música fue distribuida por diferentes compañías discográficas a lo largo del mundo. Por tanto, varias recopilaciones habían sido publicadas por aquellas compañías locales. A partir de 1977, la compañía Casablanca (que previamente había distribuido sus obras en Estados Unidos) se encargó de difundir su música en la mayoría de los países. Por tanto, On the Radio: Greatest Hits Volumes I & II se convirtió en la primera recopilación de grandes éxitos de la artista, publicada internacionalmente. 
El álbum incorpora los sencillos más exitosos de Summer. Desde su primer éxito, la obscena "Love to Love You Baby", hasta los temas de su entonces último álbum de estudio Bad Girls. La mayoría de las pistas incluidas fueron editadas, principalmente para ajustarse a la capacidad de los dos discos. 
También se incluyeron dos canciones inéditas. La primera, titulada "On the Radio", presenta reminiscencias de sus éxitos anteriores: "Last Dance", "MacArthur Park" y "Dim All the Lights". Summer fue nominada a los premios Grammy, en la categoría Mejor interpretación femenina de pop, debido a la canción. "On The Radio" fue también empleada como banda sonora de la película Foxes en 1980.
El segundo tema nuevo, fue "No More Tears (Enough Is Enough)", interpretada a dueto con la cantante Barbra Streisand. La canción presenta un sonido disco, y trata acerca de dos mujeres que deciden deshacerse de sus hombres. El sencillo tuvo notable éxito internacional, alcanzando el número uno en Estados Unidos y tres en el Reino Unido, a principios de 1980.
On The Radio fue el último álbum de Summer distribuido por la compañía Casablanca. Tras su publicación, Summer rompió el contrato con la empresa, debido a que se sentía explotada e incómoda con la imagen sexualizada que la compañía insistía en que representase. 
En algunos países como Canadá y Francia, el álbum fue comercializado en dos discos separados, "Greatest Hits Volume 1" y "Greatest Hits Volume 2", por tiempo limitado. 

## Lista de canciones
Lado A

| N.º | Título                          | Escritor(es)                   | Duración |  |
| 1.  | «On the Radio»                  | Giorgio Moroder, Donna Summer  | 4:00     |  |
| 2.  | «Love to Love You Baby»         | Pete Bellotte, Moroder, Summer | 4:07     |  |
| 3.  | «Try Me, I Know We Can Make It» | Bellotte, Moroder, Summer      | 3:24     |  |
| 4.  | «I Feel Love»                   | Bellotte, Moroder, Summer      | 3:20     |  |
| 5.  | «Our Love»                      | Moroder, Summer                | 3:43     |  |

Lado B

| N.º | Título                 | Escritor(es)                | Duración |  |
| 6.  | «I Remember Yesterday» | Bellotte, Moroder, Summer   | 4:46     |  |
| 7.  | «I Love You»           | Bellote, Moroder, Summer    | 3:12     |  |
| 8.  | «Heaven Knows»         | Bellote, Moroder, Summer    | 3:30     |  |
| 9.  | «Last Dance»           | Paul Jabara lengthb9 = 3:19 |          |  |

Lado C

| N.º | Título               | Escritor(es)                                       | Duración |  |
| 10. | «MacArthur Park»     | Jimmy Webb                                         | 3:54     |  |
| 11. | «Hot Stuff]»         | Bellotte, Harold Faltermeyer, Keith Forsey         | 2:54     |  |
| 12. | «Bad Girls»          | Joe Esposito, Eddie Hokenson, Bruce Sudano, Summer | 3:05     |  |
| 13. | «Dim All the Lights» | Summer                                             | 4:11     |  |
| 14. | «Sunset People»      | Bellote, Faltermeyer, Forsey                       | 4:32     |  |

Lado D

| N.º | Título                                                    | Escritor(es)          | Duración |  |
| 15. | «No More Tears (Enough Is Enough)» (con Barbra Streisand) | Jabara, Bruce Roberts |          |  |
| 16. | «On the Radio (Long Version)»                             | Moroder, Summer       | 5:50     |  |